# اکلر
اِکلِر (به انگلیسی: éclair) گونه‌ای نان‌شیرینی خامه‌ای فرانسوی‌ست که با دو لایه نانِ نسبتاً دراز تهیه‌شده با خمیر پفی و خامهٔ کاستارد، یا خامه زده شده در لای آن‌ها و رویه‌ای تزئینی روی آن درست می‌شود.
نانِ به‌کاررفته در اِکلر شبیه به نان مورد استفاده در نان خامه‌ای است، هرچند خامهٔ درون آن می‌تواند با انواع ترکیب‌های دیگر نیز درست شود. معمولاً روی اِکلر لایه‌ای از کارامل یا شکلات می‌زنند.

## ریشه‌شناسی
واژهٔ اکلر در فرانسوی یعنی «آذرخش»، اما پیوند معنایی آن با این نوع نان‌شیرینی ناروشن است.

## تاریخچه اِکلِر
سابقهٔ اکلر در تاریخ شیرینی‌پزی کم‌تر از دویست سال و سرچشمهٔ آن فرانسه است. به‌احتمال، ماری آنتوان کارم، سرآشپز مشهور اوایل سدهٔ نوزدهم، نخستین کسی بود که دست به درست کردن اِکلر زد.
به‌ویژه در آمریکا، گاه اِکلر را با دُنات «لانگ جان» اشتباه می‌گیرند، ولی خمیر اکلر با «لانگ جان» کاملاً تفاوت دارد.

## نگارخانه

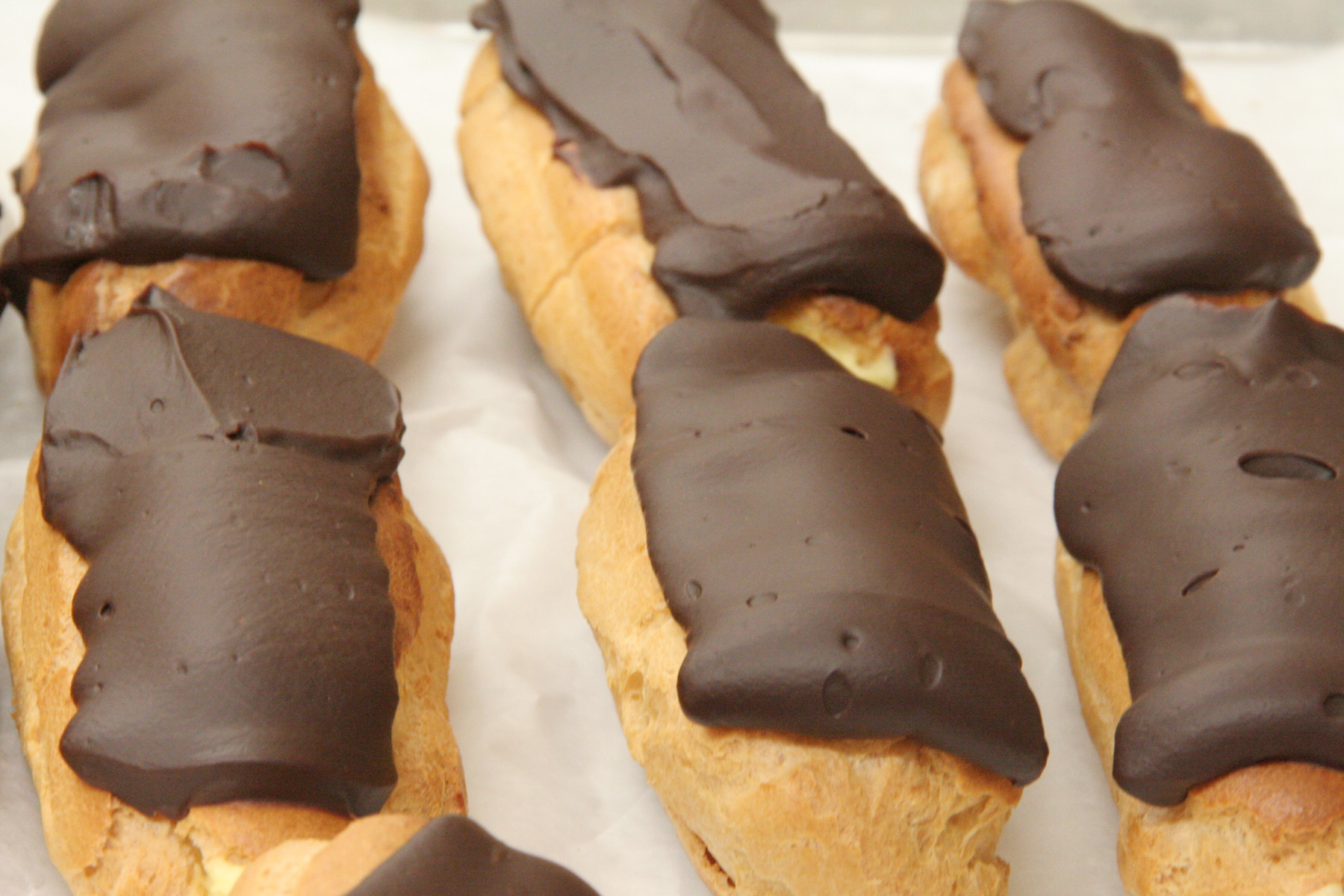
تعدادی اِکلِر شکلاتی
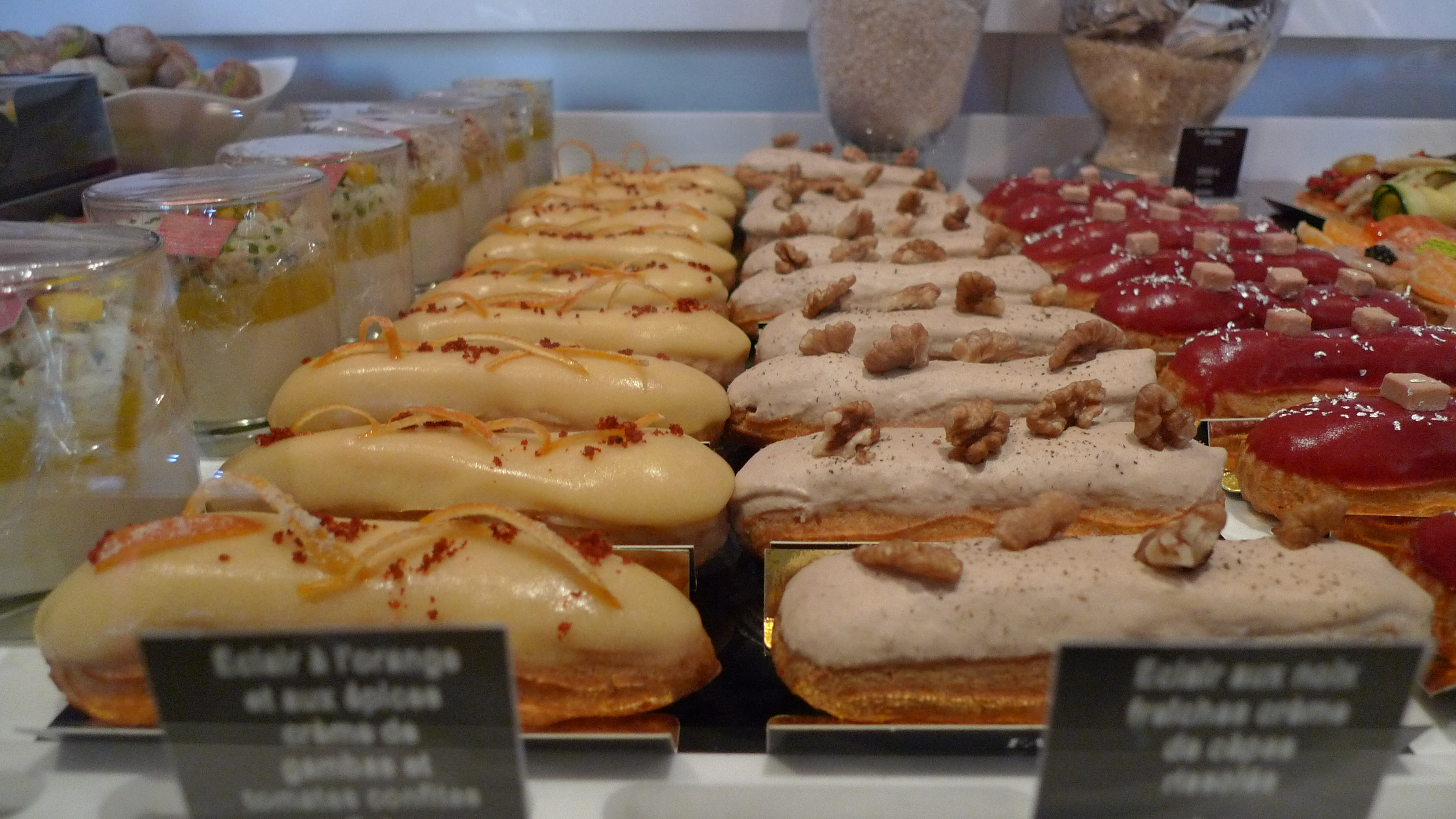
اکلر در فروشگاهی در پاریس